# Isola di San Juan Bautista
L'isola di San Juan Bautista (San Juan Bautista Island) fa parte dell'arcipelago Alessandro, nell'Alaska sud-orientale (Stati Uniti d'America). Amministrativamente appartiene alla Census Area di Prince of Wales-Hyder dell'Unorganized Borough. L'isola si trova all'interno della Tongass National Forest.

## Storia
Il nome a questa isola fu dato dall'esploratore Francisco Antonio Maurelle che, durante l'esplorazione della Baia di Bucareli (Bucareli Bay), esaminò anche la parte settentrionale di quest'isola il 30 maggio 1779.

## Centri abitati e accessibilità
L'isola non è abitata permanentemente e si trova a circa 6 - 7 chilometri a ovest dalla cittadina di Craig situata nell'isola Principe di Galles (Prince of Wales Island).

## Geografia
L'isola si trova ad ovest dell'isola Principe di Galles (Prince of Wales Island) tra la baia di Bucareli (Bucareli Bay), a sud, e il canale di Ursua (Ursua Channel) a nord.
Sull'isola sono presenti alcuni promontori (da nord in senso orario):
- promontorio di Agueda (Agueda Point) 55°27′01″N 133°14′30″W - Il promontorio si trova all'estremo nord dell'isola e divide la baia di Bucareli (Bucareli Bay) dal canale di Ursua (Ursua Channel).
- promontorio di Miliflores (Point Miliflores)55°24′24″N 133°15′17″W - Il promontorio si trova all'estremo sud dell'isola.
- promontorio di Diamond (Diamond Point) 55°24′27″N 133°19′15″W - Il promontorio, con una elevazione di 43 metri, si trova all'estremo sud dell'isola e divide la baia di Bucareli (Bucareli Bay) dal canale di Ursua (Ursua Channel).
- promontorio Capo Cambon (Cape Cambon) 55°25′31″N 133°19′04″W - Il promontorio ha una elevazione di 13 metri.
- promontorio di Eugenia (Point Eugenia) 55°26′44″N 133°17′18″W - Il promontorio si trova nel canale di Ursua (Ursua Channel).

Nell'isola è presente una sola zona elevata: il picco di Bautista (Bautista Peak) 55°25′05″N 133°16′50″W - L'elevazione è di 561 metri.